# Плетнево
Плетнево (укр. Плетньове) — село,
Курганский сельский совет,
Лебединский район,
Сумская область,
Украина.
Код КОАТУУ — 5922985205. Население по переписи 2001 года составляло 9 человек .

## Географическое положение
Село Плетнево находится на одном из истоков реки Лозовая,
ниже по течению на расстоянии в 3,5 км расположено село Александровка.
В 2-х км расположено село Курган.

## Экономика
- Овце-товарная ферма.